# Kajmany na Zimowych Igrzyskach Olimpijskich 2014
Kajmany na Zimowych Igrzyskach Olimpijskich 2014 reprezentował jeden zawodnik. Był to drugi start Kajmanów na zimowych igrzyskach olimpijskich.

## Wyniki reprezentanta Kajmanów

### Narciarstwo alpejskie

#### Mężczyźni
| Zawodnik    | Konkurencja   | Zjazd (1.)                  | Zjazd (1.)                  | Zjazd 2.                    | Zjazd 2.                    | Suma                        | Miejsce                     |
| Zawodnik    | Konkurencja   | Czas                        | Miejsce                     | Czas                        | Miejsce                     | Suma                        | Miejsce                     |
| ----------- | ------------- | --------------------------- | --------------------------- | --------------------------- | --------------------------- | --------------------------- | --------------------------- |
| Dow Travers | Slalom gigant | Nie ukończył 1-go przejazdu | Nie ukończył 1-go przejazdu | Nie ukończył 1-go przejazdu | Nie ukończył 1-go przejazdu | Nie ukończył 1-go przejazdu | Nie ukończył 1-go przejazdu |
| Dow Travers | Slalom        | 1:07,03                     | 76.                         | Nie ukończył 2-go przejazdu | Nie ukończył 2-go przejazdu | Nie ukończył 2-go przejazdu | Nie ukończył 2-go przejazdu |